# Nickstahöjden

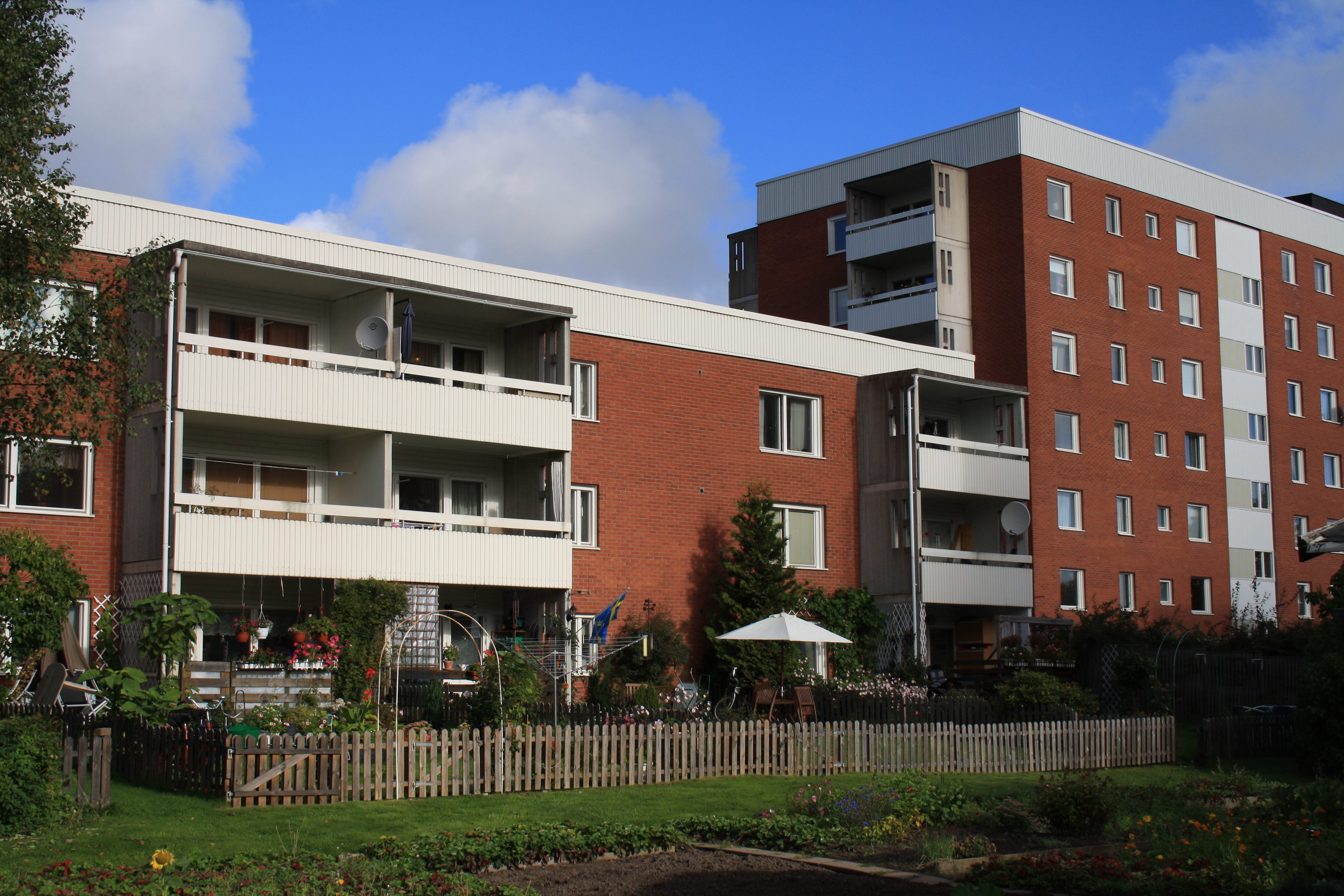
Bostadsområdet Backlura.

Nickstahöjden eller Backlura som området också heter är ett bostadsområde beläget i norra Nynäshamn, på en höjd ovan Nynäsgårds pendeltågsstation. 
Husen i området, som är tre- och sexvåningshus, byggdes 1971–1980 och är delvis byggt som en del av miljonprogrammet. Liksom många miljonprogramsområden har området tidigare haft dåligt anseende och 2004 skrevs en artikel i Dagens Nyheter om problemen. Men området har en positiv utveckling och bland annat har gårdarna snyggats upp under de senaste åren[när?]. 2001 bodde det människor med över 40 olika nationaliteter i området.
De flesta lägenheter på bottenplan har egna uteplatser och högre upp i husen har lägenheterna balkonger. Ovanligt för området i jämförelse med liknande områden från samma tidsperiod är uteplatserna som är stora och välskötta. På gårdarna syns inte havet men en del lägenheter har havsutsikt. 

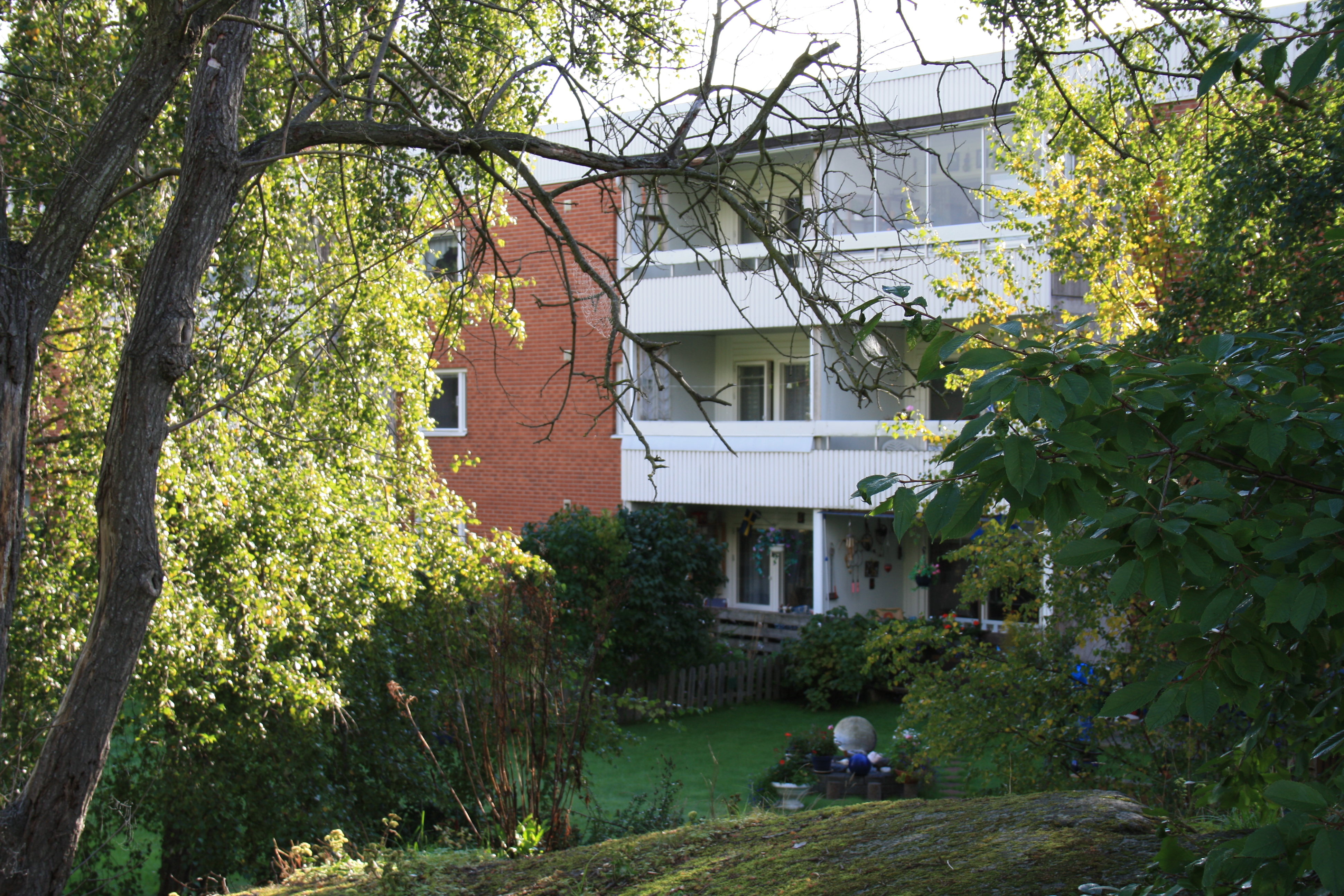
Uteplats i Backlura
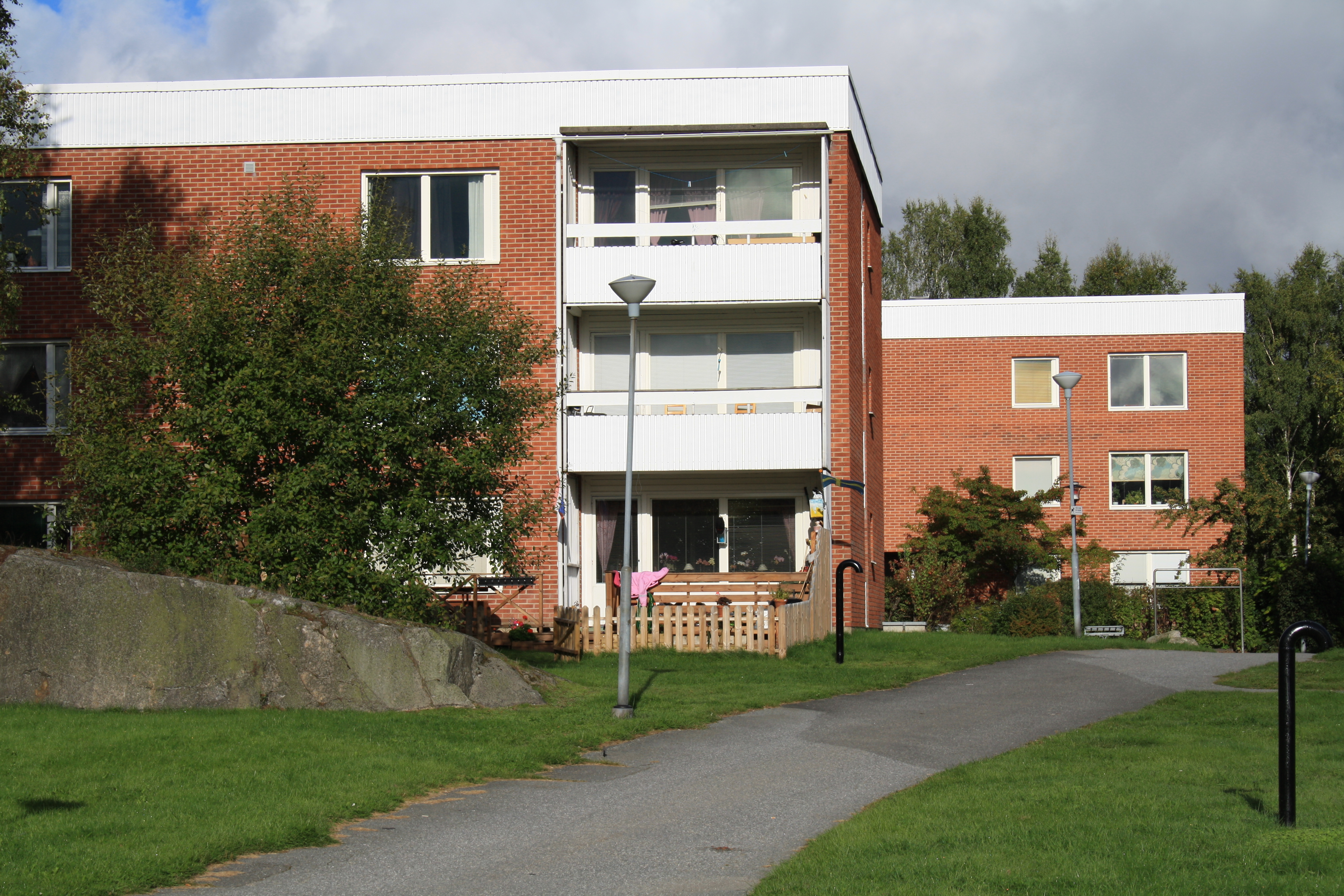
Gångväg i Backlura
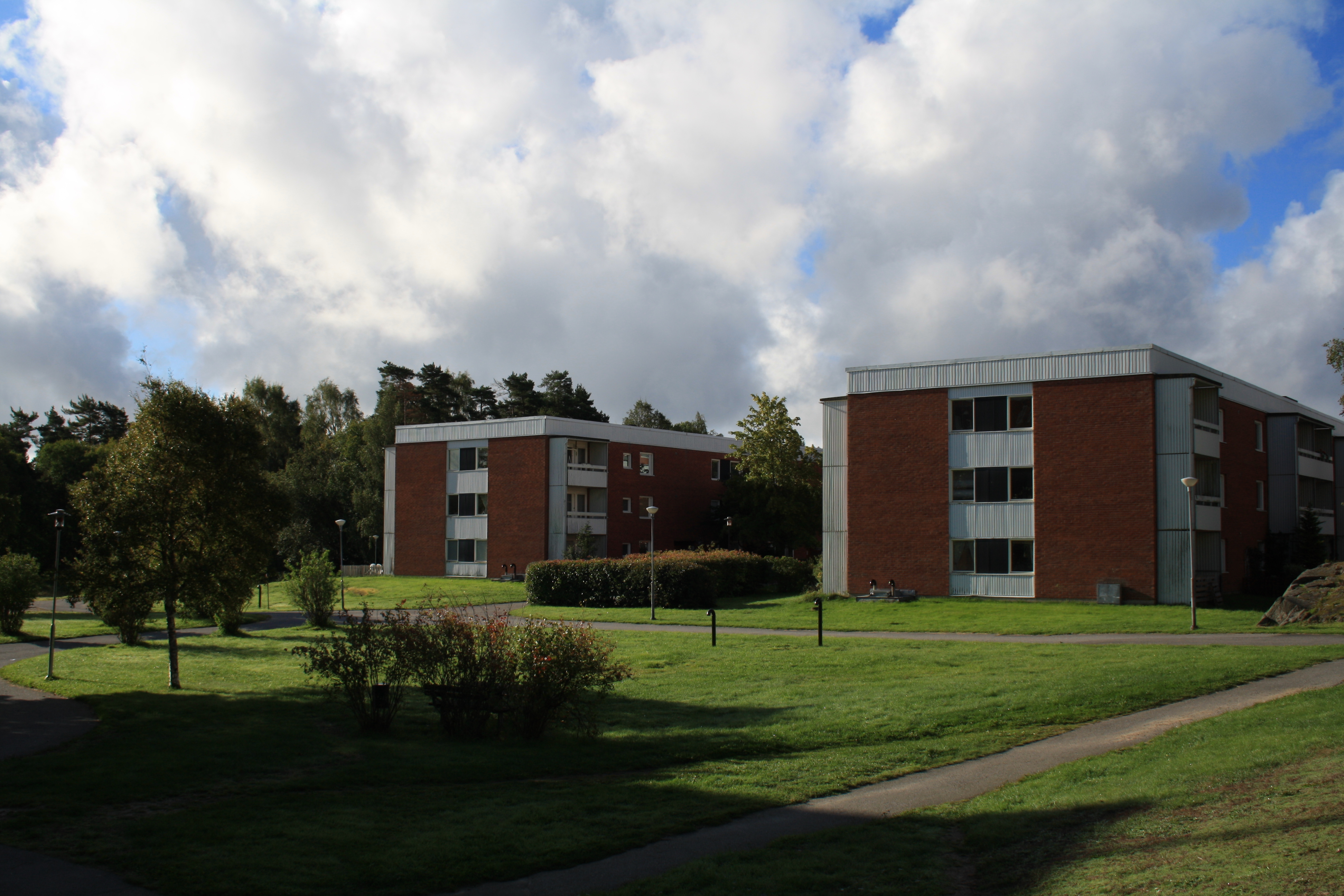
Bostadsområdet
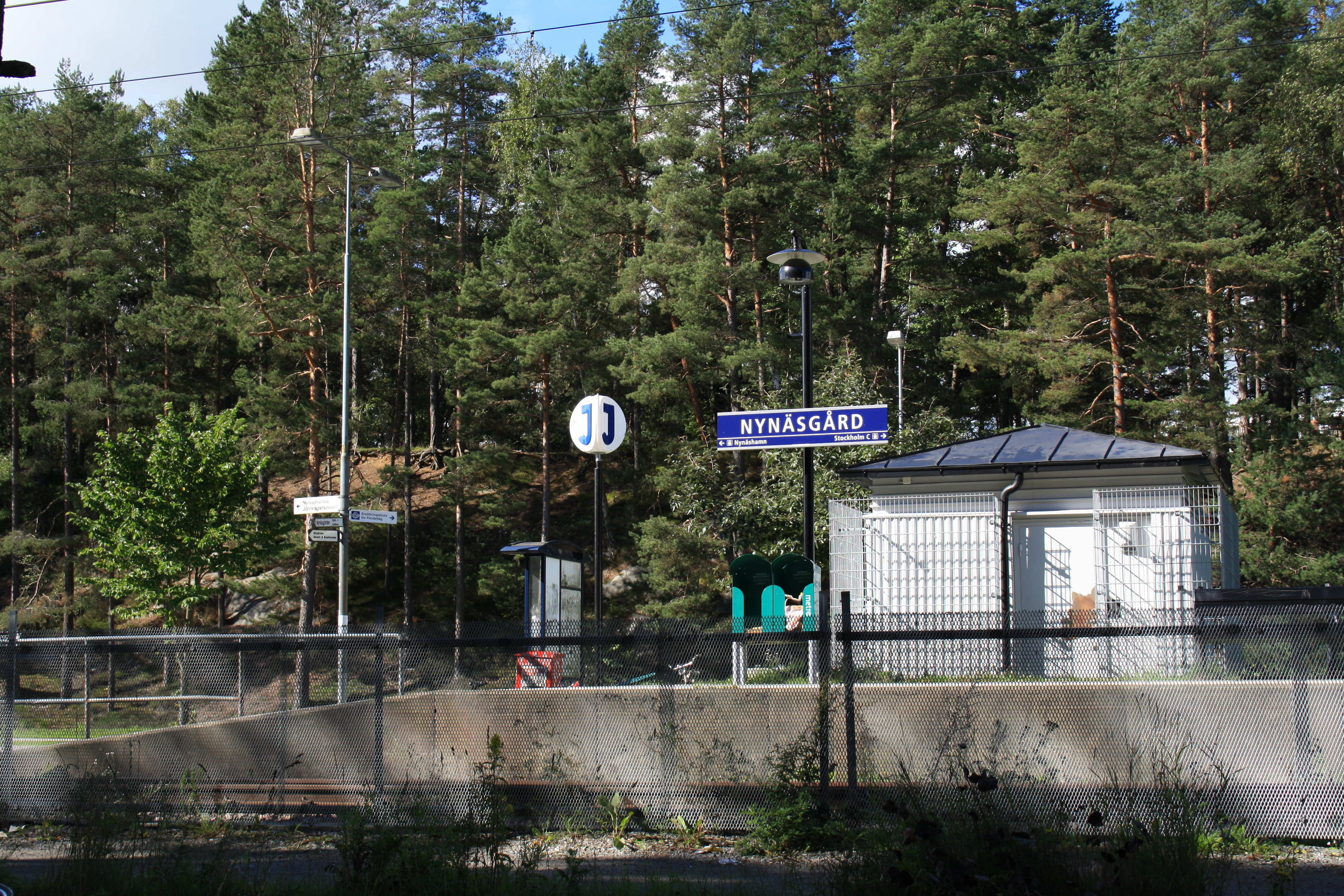
Nynäsgårds station